# Sicião

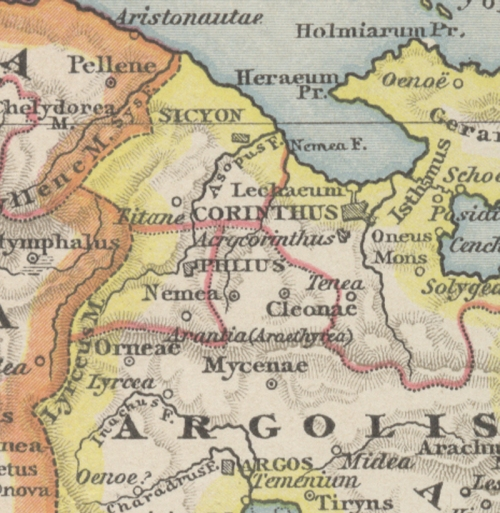
Sicião (no norte da região amarela)

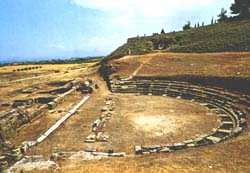
Ruínas do antigo teatro de Sicião

Sicião ou Sícion (em grego:  Σικυών) é uma antiga cidade da Grécia, localizada no Peloponeso.

## Mitologia
Na mitologia grega, vários personagens e mitos estão associados a Sicião. Dentre seus reis pode-se citar Epopeu e Adrasto.
A mitologia começa com Egialeu, seu primeiro habitante, que fundou a cidade de Egialeia. Mais tarde, a cidade foi chamada de Meconê.

### Reis de Sicião
A lista dos reis de Sicião é a mais antiga constante nas cronologias de Eusébio de Cesareia e Jerônimo de Estridão. Eusébio diz que existe muita divergência entre os autores da sua época, e baseia sua lista no trabalho (perdido) de Castor de Rodes (Castor, o Analista).
Praticamente a mesma lista é mencionados por Pausânias, mas sobre eles existe pouca informação: os doze reis entre Ápis e Epopeu não fizeram guerras, nem nada de memorável. Newton propôs que esta lista de doze reis, reinando por um total de quinhentos de doze anos (uma média improvavelmente alta de quarenta e três anos por rei) foi uma invenção posterior.
Conforme Jerônimo, com datas calculadas por ele, os reis são:
- Egialeu, por 52 anos[6]
- Éurops, por 45 anos[6]
- Telquino, 1993 a.C. - 1975 a.C.
- Ápis, 1975 a.C. - 1948 a.C.
- Telxíon, 1948 a.C. - 1896 a.C.
- Egidro, 1896 a.C. - 1862 a.C.
- Turímaco, 1862 a.C. - 1817 a.C.
- Leucipo, 1817 a.C. - 1764 a.C.
- Messapo, 1764 a.C. - 1717 a.C. (não é mencionado por Pausânias[7])
- Erato, 1717 a.C. - 1671 a.C. (em Pausânias, o sucessor de Leucipo se chama Perato[8])
- Plemneu, 1671 a.C. - 1623 a.C.
- Ortópolis, 1623 a.C. - 1560 a.C.

Neste ponto existe divergência entre Pausânias e Jerônimo. Em Jerônimo, os reis são:
- Maratônio, 1560 a.C. - 1530 a.C.
- Márato, 1530 a.C. - 1510 a.C.
- Equireu, 1510 a.C. - 1455 a.C.

Em Pausânias, Ortópolis é sucedido por seu neto Coronus, pai de Córax e Laomedonte. As duas listas voltam a concordar a partir de Córax.
- Córax, 1455 a.C. - 1425 a.C.
- Epopeu, 1425 a.C. - 1389 a.C.
- Laomedonte, 1389 a.C. - 1350 a.C.
- Sicião, 1350 a.C. - 1305 a.C.
- Pólibo, 1305 a.C. - 1265 a.C.

Neste ponto há divergência entre Jerônimo e Pausânias. Em Jerônimo, os reis são:
- Ínaco, 1265 a.C. - 1221 a.C.
- Festo, 1221 a.C. - 1215 a.C.
- Adrasto, 1215 a.C. - 1211 a.C.
- Polifides, 1211 a.C. - 1180 a.C.
- Pelasgo, 1180 a.C. - 1160 a.C.
- Zeuxipo, 1160 a.C. - 1129 a.C., último rei

Em Pausânias, os reis são:
- Adrasto[10]
- Ianiscus, vindo da Ática[10]
- Festo, filho de Héracles[10]
- Zeuxipo, filho de Apolo[11]

Segundo Castor de Rodes, a partir de Zeuxipo, Sicião se tornou uma teocracia, sendo governada pelos sacerdotes de Apolo. Segundo Pausânias, o sucessor de Zeuxipo foi Hipólito, filho de Rhopalus, filho de Festo; mas Sicião foi conquistada por Agamemnon e se sujeitou a Micenas. O filho de Hipólito, Lacestades, foi surpreendido à noite pelo ataque de Phalces, filho de Temeno, que, pelo fato de Lacestades ser um heráclida, dividiu o reino com ele; a partir deste ponto Sicião se torna uma cidade dória, e parte do território de Argos.

## História
A partir da conquista dória, Sicião foi se tornando uma cidade cada vez mais fraca.
Sicião foi governada na maior parte por tiranos, mas eles eram homens razoáveis.
A cidade fundada por Egialeu na planície foi destruída, em tempos históricos, por Demétrio I da Macedónia, filho de Antígono, que refundou Sicião onde havia a cidadela antiga, e fez da antiga cidade o porto.
Um dos personagens mais importantes foi Arato de Sicião, que além de libertar a cidade ainda governou sobre a Liga Aqueia, incorporando a ela sua cidade nativa e várias cidades vizinhas.